# Aimophila
Genre
Aimophila est un genre de passereaux de la famille des Passerellidae comprenant des espèces de Tohis, autrefois nommées bruants.

## Liste d'espèces
D'après la classification de référence (version 14.2, 2024) du Congrès ornithologique international (ordre phylogénique), ce genre est représenté par trois espèces :
- Aimophila rufescens (Swainson, 1827) – Tohi roussâtre
- Aimophila ruficeps (Cassin, 1852) – Tohi à calotte fauve
- Aimophila notosticta (Sclater & Salvin, 1868) – Tohi d'Oaxaca